# Trifolium repens
Il trifoglio bianco (Trifolium repens L., 1753), detto anche trifoglio rampicante o trifoglio ladino, è una pianta erbacea appartenente alla famiglia delle Fabacee.
Nativo del continente europeo, del Nordafrica e dell'Asia occidentale, il trifoglio bianco è stato ampiamente introdotto in tutto il mondo come coltivazione da pascolo ed è oggi molto comune anche nelle aree erbose di Nord America, Sud America, Australia e Nuova Zelanda.
È una pianta molto visitata dalle api per il polline ed il nettare, ed è una componente fondamentale della maggior parte dei mieli millefiori italiani.

## Descrizione

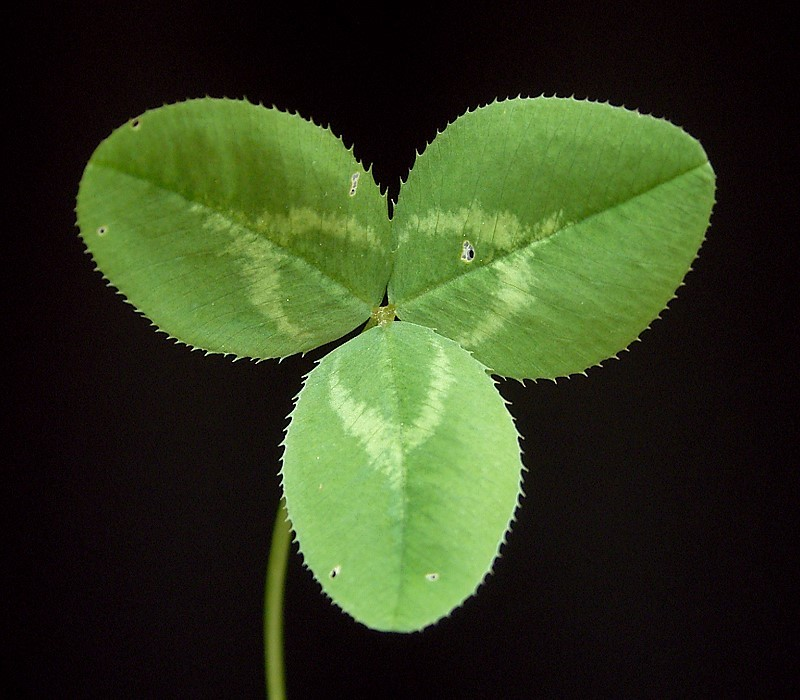
La tipica disposizione delle foglioline che ha dato il nome a tutto il genere.

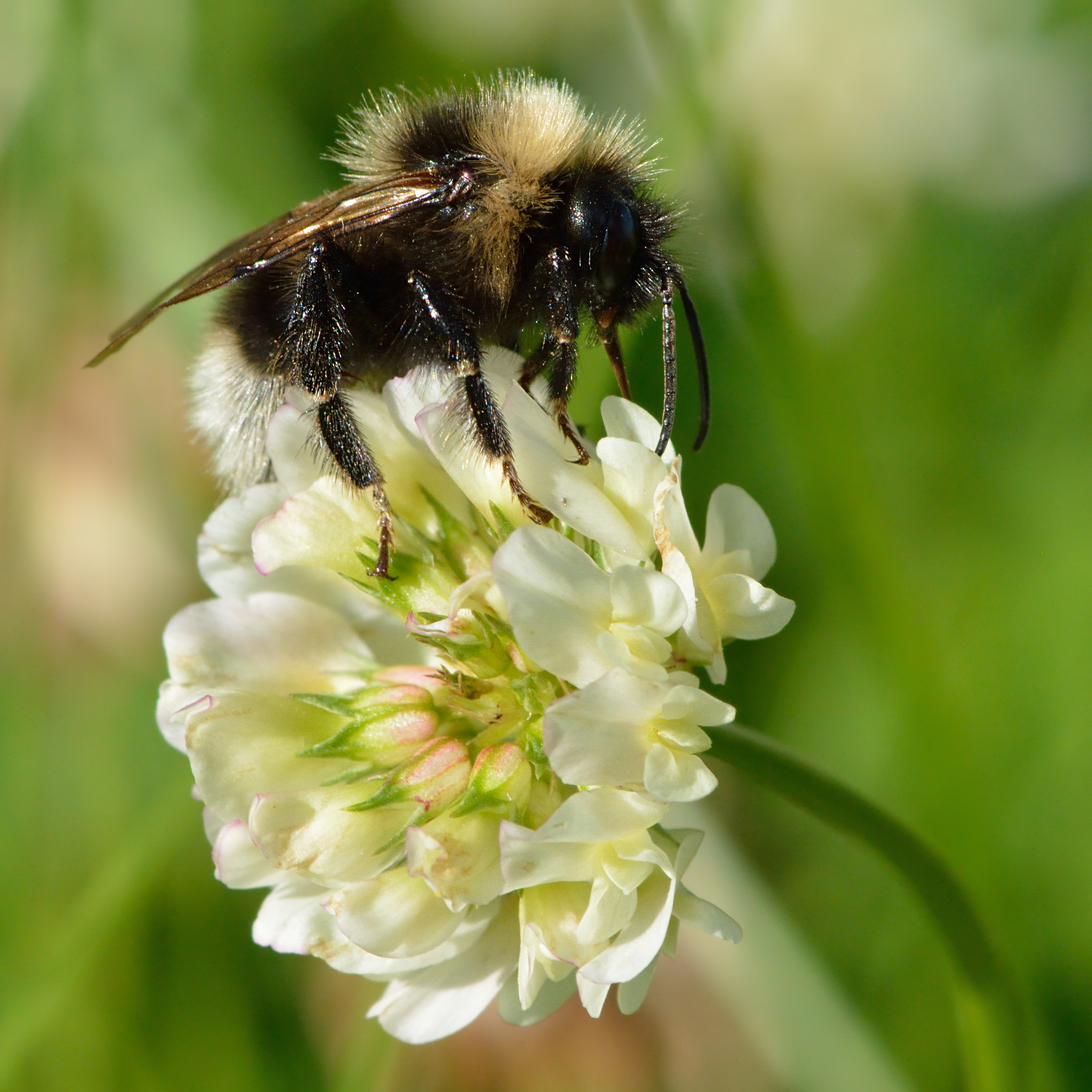

È una pianta erbacea, bi-triennale in condizioni umide, altrimenti perenne.
Presenta rizomi molto ramificati, steli striscianti, stoloniferi, generalmente violacei, solo talvolta cespugliosi, ascendenti nella parte superiore e in alcuni casi ricoperti di una corta peluria. Nei prati, forma vasti tappeti che si espandono ad una velocità di circa 18 cm l'anno. Difficilmente supera i 30 cm di altezza. La sua caratteristica di avere fusti striscianti le permette di moltiplicarsi per via vegetativa, da cui il suo comportamento da pianta perenne.
Le foglie alterne, conosciute nei Paesi anglosassoni come shamrock, sono trifogliate, lisce, dentate ai bordi, ovoidali, con picciolo allungato e grandi stipule terrestri membranose. Presentano talvolta chiazze biancastre, caratteristica che rende T. repens facilmente distinguibile dalle altre specie dello stesso genere.
Le infiorescenze sono capolini di colore solitamente bianco, talvolta con sfumature verdastre, rosate o color crema che possono sopraggiungere con l'invecchiare della pianta, solitarie, globose, composte da 40-80 elementi all'apice di peduncoli eretti, posti più in alto delle foglie. Dopo la fioritura, che avviene da aprile a ottobre, i fiori diventano penduli e bruni. Il calice è diviso in cinque dentelli appuntiti (due più lunghi e tre più corti). La corolla, simmetrica, racchiude dieci stami.

### Ciclo vegetativo
Dal seme nasce una piantina che emerge in pochi giorni. La piantina sviluppa un fusto primario assai corto con internodi estremamente corti: dalle gemme del fusto primario, in pochi giorni si sviluppano fusti secondari (stoloni) mentre il fusto primario cessa di crescere. Gli stoloni si accrescono mantenendo internodi relativamente lunghi e una gemma apicale perennemente attiva. Ad ogni nodo degli stoloni corrisponde una foglia, una gemma, ed una radice avventizia. La gemma del nodo dello stolone in seguito può subire tre diversi destini: restare dormiente, svilupparsi a fiore o dare origine ad un nuovo stolone. Dopo due anni il fusto principale e la radice principale muoiono: gli stoloni che da esso si erano originati divengono piantine indipendenti che dipendono solo dalle radici avventizie che hanno emesso nel frattempo. A parte la bontà dell'apparato radicale avventizio, a determinare la capacità del trifoglio bianco di insediarsi perennemente su un terreno è anche la capacità di differenziare un numero adeguato di fiori: questo deve essere tale che una sufficiente quantità di gemme nei nodi degli stoloni possa differenziare in nuovi stoloni.

## Distribuzione e habitat
Nasce come specie paleotemperata, divenuta subcosmopolita, cresce su tutti i tipi di terreni (ad eccezione di quelli troppo compatti e quelli troppo sabbiosi): in Italia è possibile trovare questa pianta ai margini dei boschi, sui grandi prati e lungo i percorsi campestri. In montagna, non sopravvive oltre i 2.000 m s.l.m.

## Coltivazione
Il trifoglio bianco cresce su prati erbosi, campi coltivati e in un gran numero di altri habitat. Resiste alla falciatura e prolifera su terreni dall'acidità assai diversa, preferendo tuttavia suoli argillosi. È considerato un componente benefico per la cura organica del prato grazie alla propria abilità azotofissante e alla capacità di eliminare le erbacce. L'azotofissazione naturale riduce, inoltre, l'assorbimento di azoto dal terreno ed aiuta a ridurre l'incidenza di quelle malattie dei prati che possono essere favorite dalla presenza di fertilizzanti sintetici.

## Usi

### Usi culinari
Oltre a rappresentare un ottimo foraggio per il bestiame, T. repens è un alimento prezioso, altamente ricco di proteine, molto diffuso e apprezzato anche in ambito culinario. Questa pianta è utilizzata da secoli come ingrediente di insalate e altre pietanze a base di ortaggi.
Per la specie umana, il trifoglio è piuttosto difficile da digerire crudo, problema che può essere risolto cuocendo le piante raccolte in acqua bollente per un tempo di 5-10 minuti. Dai capolini e dai baccelli seccati è anche possibile ricavare una farina assai nutriente, ma possono anche essere immersi in acqua per ricavarne una profumatissima tisana. La farina di trifoglio bianco, infine, può essere sparsa come condimento su alimenti già cotti.
Per essere utilizzate nelle zuppe, le foglie devono essere raccolte prima che la pianta fiorisca. Anche le radici sono commestibili, ma solo dopo essere state cotte.

### Usi medicinali
Il trifoglio bianco è una pianta dalle proprietà antireumatiche, depurative, oftalmiche, detergenti e toniche.
Venne impiegato per secoli dalla medicina tradizionale di alcune tribù dei Nativi d'America, quali i Cherokee, gli Irochesi e i Mohicani. I Cherokee, ad esempio, si servivano di un infuso preparato con questa pianta per curare febbri e nefriti. I Lenape e gli Algonchini, invece, utilizzavano il medesimo infuso per curare tosse e raffreddore.
Al giorno d'oggi, gli estratti di T. repens sono indicati contro i disturbi della digestione, i dolori reumatici e le infiammazioni delle vie respiratorie. Per uso esterno, ha proprietà antisettiche.

## Composti chimici presenti
Nelle foglie e nei fiori del T. repens è stata identificata la presenza di dodici diversi tipi di flavonoidi, triterpensaponine, isoflavonoidi e cumestrolo con effetto estrogenico e bicumarina.